# 아이템 넘버
아이템 넘버(item number) 또는 스페셜 송(special song)은 인도 영화에서 줄거리와 관련이 있을 수도 있고 없을 수도 있는 영화에 삽입된 음악 번호이다. 이 용어는 인도 영화(말라얄람어, 텔루구어, 타밀어, 힌디어, 칸나다어, 펀자브어 및 벵골어 영화)에서 영화에서 연주되는 노래의 흥미롭고 경쾌하며 종종 도발적인 댄스 시퀀스를 설명하기 위해 일반적으로 사용된다. 아이템 넘버의 주요 목적은 영화 관객을 즐겁게 하고 예고편에 등장하여 영화의 시장성을 지원하는 것이다. 이것들은 플롯의 연속성을 추가하지 않기 때문에 주식에서 잠재적인 히트곡을 선택할 수 있는 기회를 제공하기 때문에 영화 제작자들이 선호한다. 따라서 이는 반복 시청을 보장하는 상업적 성공의 수단이다.
여배우, 가수, 댄서, 특히 스타가 될 준비가 되어 있는 사람 중 아이템 넘버에 등장하는 사람을 아이템 걸(item girl)이라고 한다. 아이템 보이즈(item boys)도 있지만, 남자아이보다 여자아이가 아이템 넘버에 더 자주 등장한다.
영화 뭄바이 속어에서 아이템이라는 용어는 "섹시한 여성"을 의미하므로 "아이템 넘버"의 원래 의미는 선정적이고 더러운 이미지와 외설적인 가사가 포함된 매우 감각적인 노래이다.